# Comune di Faaborg
Il comune di Faaborg è stato fino al 1º gennaio 2007 un comune danese situato nella contea di Fionia e nell'isola omonima. Il comune aveva una popolazione di 17.248 abitanti (2006) e una superficie di 227 km². Capoluogo era la cittadina omonima.
Dal 1º gennaio 2007, con l'entrata in vigore della riforma amministrativa, il comune è stato soppresso e accorpato ai comuni di
Årslev, Broby, Ringe e Ryslinge per dare luogo al neo-costituito comune di Faaborg-Midtfyn compreso nella regione della Danimarca Meridionale.